# Thecurus
Thecurus és un subgènere de rosegadors de la família dels porcs espins del Vell Món. Les espècies actuals d'aquest grup són presents a Sumatra (H. t. sumatrae), Borneo (H. t. crassispinis) i Palawan (H. t. pumila). Es tracta del subgènere menys especialitzat del gènere Hystrix. Podria ser que les espècies d'aquest clade tinguessin un avantpassat comú al Plistocè superior, quan les illes del sud-est asiàtic formaven la regió de Sondalàndia o, alternativament, que descendissin d'un avantpassat comú que hauria viscut més al nord durant el Pliocè.